# Marat Täschin

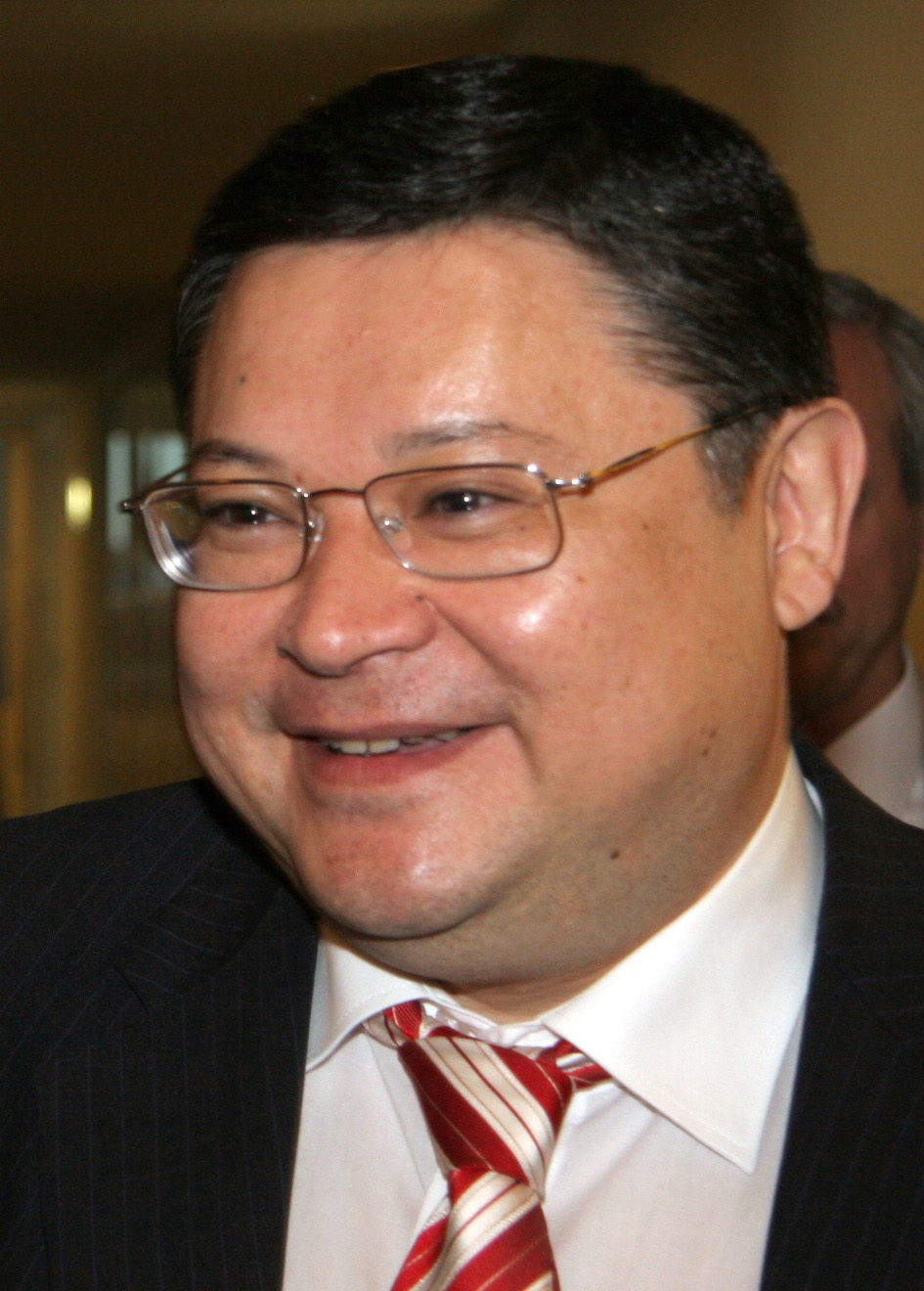
Marat Täschin

Marat Muchanbetqasyuly Täschin (* 8. April 1960 in Aktjubinsk, Kasachische SSR) ist ein kasachischer Diplomat und Politiker. Er war von 2007 bis 2009 Außenminister seines Landes. Seit Februar 2014 ist er kasachischer Botschafter in Russland.

## Biografie
Marat Täschin studierte am Institut für Volkswirtschaftswissenschaften von Almaty und arbeitete nach dem Studium in der wirtschaftswissenschaftlichen Abteilung der Akademie der Wissenschaften und unterrichtete an der Staatlichen Universität Kasachstans in Almaty. Von 1987 bis 1988 absolvierte er ein Praktikum an der Universität London. Nach der politischen Wende in der Sowjetunion und der Unabhängigkeit Kasachstans war er kurze Zeit in der Al-Farabi-Universität tätig.
1992 begann Täschin seine politische Karriere mit verschiedenen Posten in der Präsidialverwaltung und Ministerien. 1994 bis 1995 war er offizieller Berater von Staatspräsident Nursultan Nasarbajew. 1995 bis 1999 war er stellvertretender Leiter der Präsidialverwaltung. Danach war er bis 2001 Assistent des Präsidenten in Fragen der nationalen Sicherheit sowie Sekretär des kasachischen Sicherheitsrates. Von Mai bis Dezember 2001 war er Vorsitzender des kasachischen Geheimdienstes KNB. Im Januar 2007 wurde er zum Außenminister unter Ministerpräsident Kärim Mässimow ernannt.
Seit dem 11. Februar 2014 ist Täschin Botschafter Kasachstans in Russland.